# Marija Tadić
Marija Tadić (Zagreb, 1. studenog 1980.), hrvatska je kazališna, televizijska i filmska glumica.

## Životopis
Debitirala je ulogom narkomanke Dude u filmu "Tu", Zrinka Ogreste, a u kazalištu je prvi put igrala u Maloj sceni, u predstavi "Bio jednom jedan zmaj" u režiji Ivice Šimića. 

## Filmografija

### Televizijske uloge
- "Sjene prošlosti" kao Veronika Prpić/Glavan
- "Počivali u miru" kao Tanja Bosnar (2017.)
- "Larin izbor" kao Lidija Bilić (2011. – 2012.)
- "Stipe u gostima" kao službenica ureda (2011.)
- "Mamutica" kao Vlasta Kujundžić (2010.)
- "Dolina sunca" kao Irena Vrbas-Vitezović (2009. – 2010.)
- "Bitange i princeze" kao Emanuela (2009.)
- "Zakon!" kao Darija (2009.)
- "Luda kuća" kao Marina (2009.)
- "Sve će biti dobro" kao Tončica Martek (2008. – 2009.)
- "Hitna 94" kao Ana (2008.)
- "Bitange i princeze" kao razvedena žena/spikerica (2007. – 2008.)
- "Cimmer fraj" kao Alenka (2006.)
- "Balkan Inc." kao Ksena (2006.)
- "Žutokljunac" kao Nora (2005.)

### Filmske uloge
- "Trampolin" kao Nikolina (2016.)
- "S one strane" kao Zdenka (2016.)
- "Cure - Život druge" (2014.)
- "Zagrebačke priče vol. 2" (2012.)
- "Duh babe Ilonke" kao prodavačica (2011.)
- "U zemlji čudesa" kao Mira (2009.)
- "Kino Lika" kao Jele (2008.)
- "Iza stakla" kao djevojka u bolesničkoj sobi (2008.)
- "Tu" kao Duda (2003.)

### Kazališne uloge
- 2005. Pauline Mol: Bio jednom jedan zmaj, režija: Ivica Šimić, Mala scena
- 2005. Miroslav Krleža: Balade Petrice Kerempuha, režija: Boris Svrtan, ADU/GDK Gavella
- 2005. Ivica Kunčević (po motivima M.Cervantesa): Don Quijote, režija: Ivica Kunčević, Dubrovačke ljetne igre
- 2006. Maja Sviben: Točka izvorišta, režija: Mario Kovač, KUFER
- 2006. Zlatko Krilić: Veliki zavodnik, režija: Matjaž Latin, KNAPP
- 2007. Jelena Kovačić/Anica Tomić (po motivima T.Bernharda): Imitatori glasova, režija: Anica Tomić, KUFER/METAR60
- 2007. Johann Wolfgang Goethe: Patnje mladog Werthera, režija: Damir Mađarić, HNK Varaždin/KULT
- 2007. Jelena Kovačić/Anica Tomić (po motivima A. Kristof): Kučkini sinovi, režija: Anica Tomić, Teatar &TD
- 2007. Pavo Marinković: Gašpar i napitak zločestoće, režija: Marius Schiener, Dječje kazalište Dubrava, Zagreb
- 2007. Pavo Marinković: Dnevnik učitelja plesa, režija: Matjaž Latin, U.O. Mitropa
- 2008. Maksim Gorki: Na ljetovanju, režija: Janusz Kica, Splitsko ljeto
- 2008. Milan Begović: Pustolov pred vratima, režija: Tomislav Pavković, HNK Zagreb
- 2010. Aleksandar Popovski (po motivima D. Harmsa): Cirkus destetika, režija: Aleksandar Popovski, Riječke ljetne noći/HNK Ivana pl. Zajca
- 2011. Ivica Boban: Zagorka, režija: Ivica Boban, HNK Zagreb
- 2011. Renata Carola Gatica/Natalija Manojlović: Šarengrad, režija: Renata Carola Gatica, Teatar &TD
- 2015. Miroslav Krleža: Hrvatska rapsodija, režija: Sebastijan Horvat, HNK Ivana pl. Zajca, Rijeka
- 2015. Evolucija plesa, koreografija: Oxana Brandiboura Kožul, Balázs Baranyai, HNK Ivana pl. Zajca, Rijeka
- 2015. Carlo Collodi: Pinocchio?, režija: Elvia Nacinovich, HNK Ivana pl. Zajca, Rijeka
- 2016. Christe Wolf/Nada Kokotović: Kasandra, režija: Nada Kokotović, HNK Ivana pl. Zajca, Rijeka
- 2017. Ingmar Bergman: Jesenja sonata, režija: Ana Tomović, HNK Ivana pl. Zajca, Rijeka

## Vanjske poveznice
- Marija Tadić u internetskoj bazi filmova IMDb-u (engl.)